# شرتورپ
شرتورپ (به سوئدی: Kärrtorp) یک منطقهٔ مسکونی در سوئد است که در Skarpnäck city district در بخش استکهلم واقع شده‌است. شرتورپ ۱٫۰۴ کیلومتر مربع مساحت و ۴٬۲۹۶ نفر جمعیت دارد.